# Rare
Rare — сьомий студійний альбом англійської групи Asia, який був випущений 2 травня 2000 року.

## Композиції
1. The Waterfall — 0:56
2. The Journey Begins — 1:43
3. The Seasons — 2:12
4. The Gods — 21:28
5. The Whales — 2:16
6. The Journey Continues — 1:21
7. The Reservation — 2:58
8. The Bears — 2:13
9. Under the Seas — 1:54
10. At the Graveyard — 1:14
11. Downstream — 2:17
12. The Ghosts — 2:56
13. The Sun — 0:34
14. The Moon — 1:08
15. The Sharks — 2:34
16. The Journey Ends — 0:33
17. The Indians — 2:55
18. The Angels — 2:52
19. The Horizons — 3:13
20. To the Deep — 3:27
21. The Game — 3:52
22. The Exodus — 4:25

## Склад
- Джефф Даунс[en] — клавішні
- Іан Крічтон — гітара
- Кріс Слейд — ударні, перкусія
- Джон Пейн[en] — вокал, бас-гітара